# NGC 300
NGC 300 es una galaxia espiral localizada en la constelación de Sculptor. Se encuentra a aproximadamente 7 millones de años luz de distancia, formando parte del grupo de Sculptor.

## Descripción física
Es una galaxia espiral de tipo (SAd), Su disco  está inclinado 42° en relación con la Tierra, tiene un núcleo pequeño y extremadamente brillante. Similar en apariencia a M33.

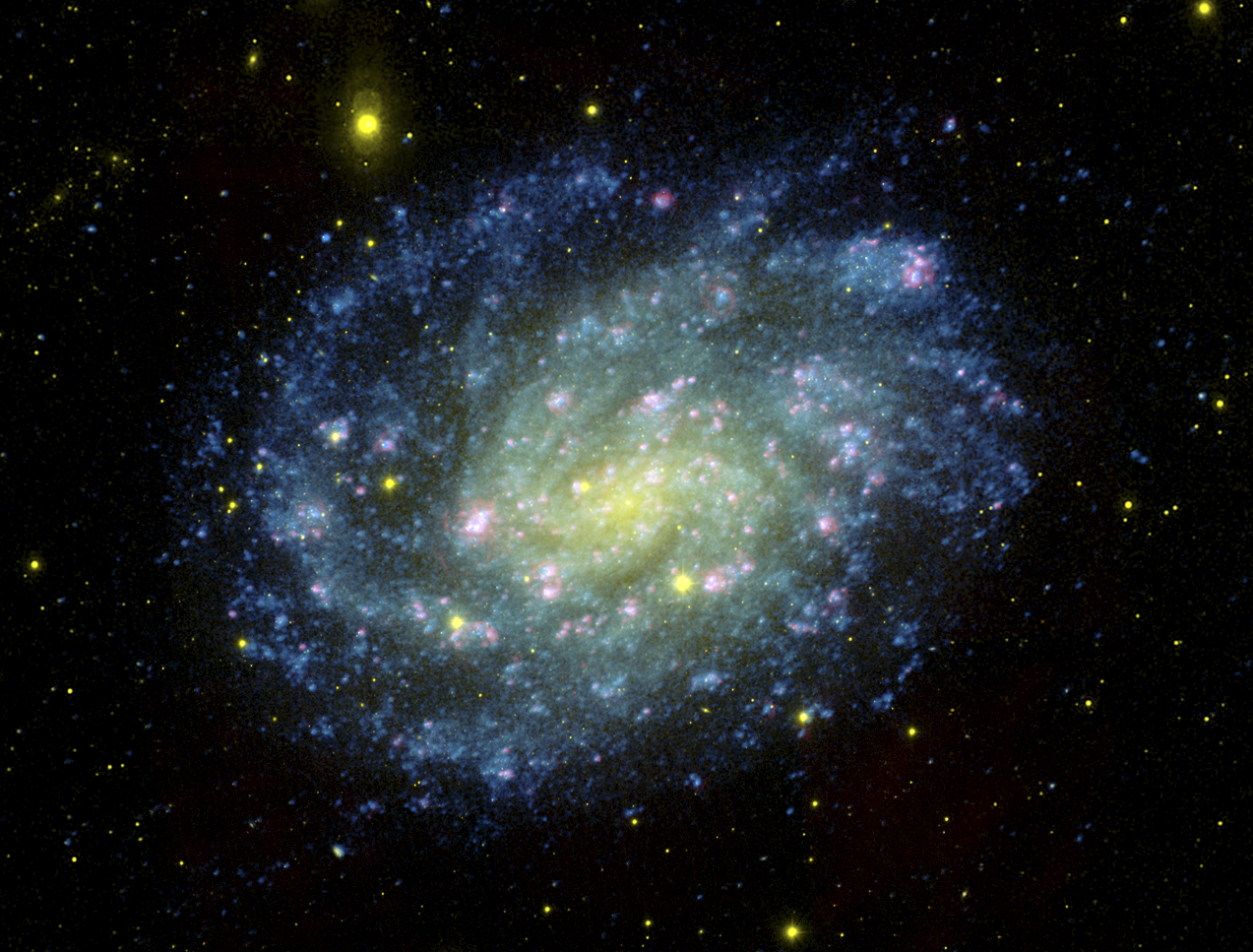
NGC 300 en el espectro visible (amarillo-rojo) y ultravioleta (Azul) tomada por el "Galaxy Evolution Explorer (GALEX)". Las estrellas jóvenes, azules y brillantes aparecen en color azul en los brazos espirales y las viejas, rojas y menos calientes en amarillo cercanas al núcleo galáctico.
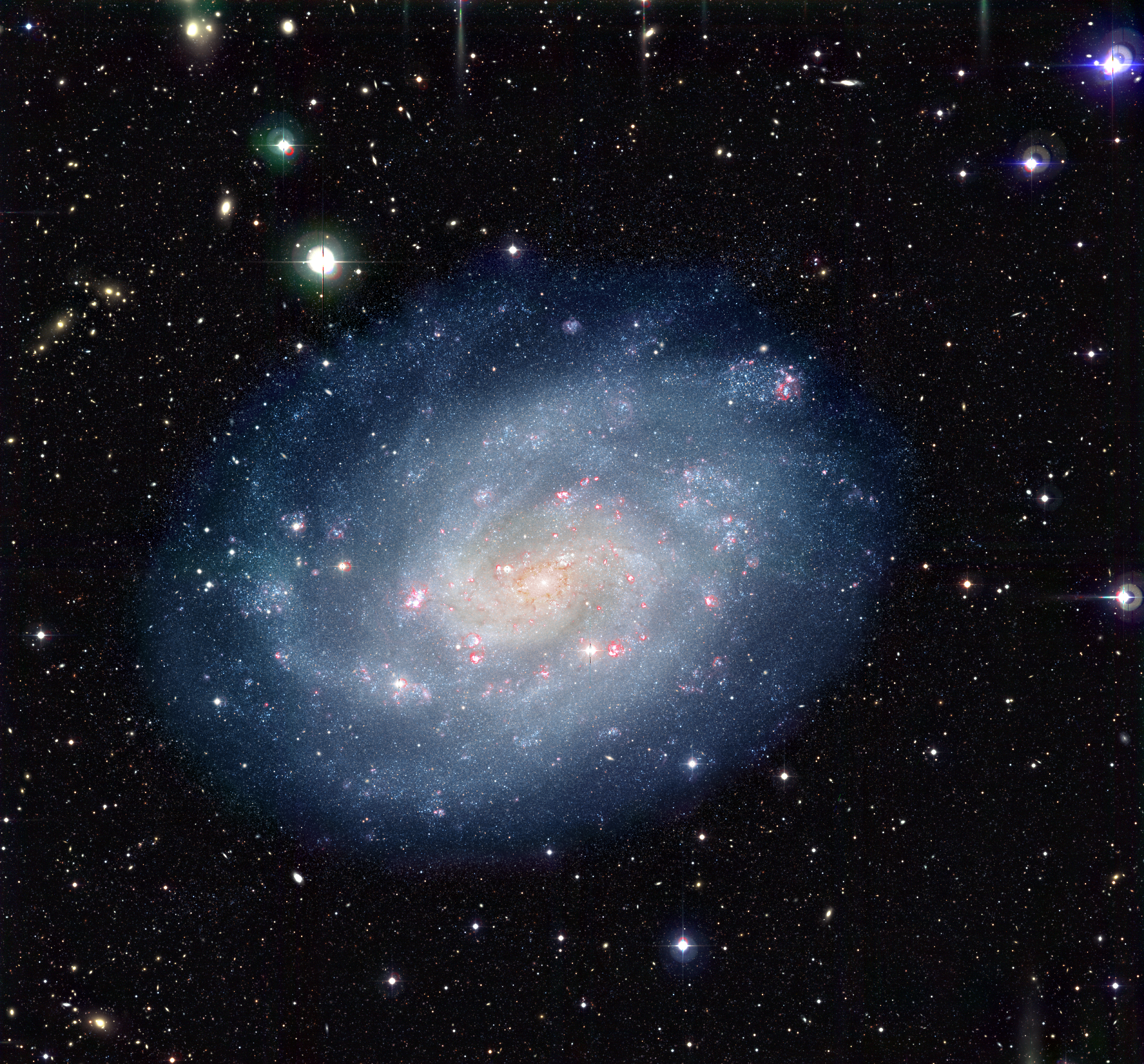
Otra imagen de NGC 300
Imagen infrarroja